# 타이 버렐
타이 버렐(Ty Burrell, 1967년 8월 22일 ~ )은 미국의 배우이다.

## 출연 작품
- 인 굿 컴퍼니
- 아기배달부 스토크